# Evgenij Nikolaevič Ponasenkov
Evgenij Nikolaevič Ponasenkov (Mosca, 13 marzo 1982) è uno storico, giornalista, produttore teatrale, conduttore televisivo e cantante russo.
È il principale esperto dell'epoca napoleonica in Russia, autore di due monografie storiche: "La verità sulla guerra del 1812" (russo: "Правда о войне 1812 года", 2004, 408 p.) e "La prima storia scientifica della guerra del 1812" (russo: "Первая научная история войны 1812 года", 2017, 900 p.), che ha avuto un travolgente riscontro ed è diventato un bestseller nella letteratura scientifica.
Ponasenkov è anche autore di più di 300 articoli e saggi scientifici, giornalistici, critici e filosofici su teatro, cinema e storia classica. Possiede la più vasta collezione in Russia di libri e oggetti d'arte dell'epoca napoleonica.

## Biografia

### Carriera
Dal 2003 al 2010 è stato caporedattore di una rubrica sul più importante settimanale politico russo Kommersant-Vlast.
Il 26 Giugno 2014, Ponasenkov ha tenuto un discorso all'Istituto di informazione scientifica delle scienze sociali dell'Accademia russa delle scienze (ARS) (russo: Институт научной информации по общественным наукам Российской академи наук (ИНИОН РАН), in una riunione congiunta del Consiglio scientifico dell'Accademia russa delle Scienze, dal titolo "Storia delle relazioni internazionali e della politica estera russa" e, presso l'Istituto di storia russa della RAS, ha consegnato un documento intitolato "Due modelli di riformare l'Europa: Napoleone e Alessandro I" sul tema "Le campagne dell'esercito russo del 1813-1814 all'estero e la riforma dell'Europa".
Dal 2004 tiene regolarmente concerti come presentatore-compere, cantante e interprete di poesie e prosa.
Ponasenkov è anche attivo come produttore teatrale. La leggendaria diva dell'opera Elena Obrazcova lo ha invitato a dirigere la celebrazione del suo anniversario (dicembre 2009 - spettacoli teatrali al Teatro Bol'šoj e alla Sala del Pilastro della Casa delle Unioni), a cui hanno partecipato numerose stelle dell'opera di tutto il mondo e celebrità locali (tra cui: Éva Marton, Sylvia Sass, Marija Hulehina, Valentin Gaft, Galina Volchek, Ėlina Bystrickaja, Larisa Dolina, Vladimir Zel'din e molti altri).
Nel marzo 2005, Ponasenkov ha messo in scena "La giornata della poesia" (russo: "День поэзии") al Teatro Taganka, dove il regista Jurij Ljubimov ha interpretato il ruolo del poeta Aleksandr Vvedenskij.
Nel gennaio 2006, è stata messa in scena la prima mondiale della sua opera "Linee del cielo" (russo: "Линии неба") sulla vita di Arthur Rimbaud (al Teatro "Scuola d'Arte Drammatica" di Mosca, con Dani Kagan (Francia) e Yulia Bordovskikh).
Nel marzo 2006, ha avuto luogo la prima della sua opera teatrale "La saga tedesca" (russo: "Немецкая сага") presso il Teatro e centro culturale Vsevolod Mejerchol'd di Mosca.
Nel 2008, Ponasenkov ha diretto il programma di musica classica della "Casa degli Amici Olimpici" (russo: "Дома друзей Олимпиады") tenutosi al centro culturale della delegazione russa alle Olimpiadi di Pechino.
Nel giugno 2010 Ponasenkov ha interpretato il ruolo maschile principale in una produzione teatrale basata sulla sua commedia "L'ultimo tango di Lili Marleen" (russo: "Последнее танго Лили Марлен") alla Casa internazionale della Musica di Mosca.
Nel settembre 2012 si è svolta la prima proiezione del suo lungometraggio-documentario "I Misteri del Golfo di Napoli" (Italia, 105 min, 2012; russo: "Мистерии Неаполитанского залива"), sotto la direzione dello stesso Ponasenkov su invito del governo italiano.
Da gennaio 2013 è il caporedattore del programma sul cinema d’autore in onda su "Mosca. Fiducia" (russo: "Москва. Доверие").
Dal giugno 2013, è autore e co-conduttore della serie "Drammaturgia della storia" (in russo: "Драматургия истории") sul canale televisivo di San Pietroburgo "La vostra televisione pubblica!" (russo: "Ваше общественное телевидение!").